# Československá rolnická jednota
Československá rolnická jednota byla politická strana na území prvorepublikového Československa založená v roce 1919 jako odštěpenecká konzervativní skupina, která se odtrhla od Republikánské strany československého venkova (agrární strany).

## Dějiny a ideologie
Po vzniku Československa se český agrární politický tábor spojil se slovenskými protějšky do celostátní agrární strany (od roku 1919 oficiálně nazývané Republikánská strana československého venkova). Antonín Švehla jako předák agrární strany v té době podpořil projekt pozemkové reformy a rozhodl se opřít stranu o středostavovské i malozemědělské vrstvy. Pozemková reforma byla schválena zákonem 16. dubna 1919 (záborový zákon). Tento trend ale ohrožoval zájmy statkářů a ve straně se v roce 1919 zformovala opoziční konzervativní frakce, která odmítala majetkové změny. Představiteli frakce byli Rudolf Bergman a Josef Žďárský. Koncem roku 1919 stranu opustili a založili samostatnou formaci nazvanou Československá rolnická jednota.
Švehla se snažil dopad rozkolu zmírnit tím, že četným konzervativně orientovaným politikům agrární strany nabídl místa ve státním aparátu a hospodářských satelitních organizacích strany. Československá rolnická jednota proto nezískala významnější podporu. Před parlamentními volbami v roce 1920 se spojila s Československou národní demokracií a kandidovala na společné kandidátní listině jako argární opozice. V samotné agrární straně posílil odchod statkářského křídla pozice centristů. Konzervativní frakci ovšem i nadále v rámci agrární strany představoval Karel Prášek, který v roce 1925 založil samostatnou odštěpeneckou formaci Československá strana agrární a konzervativní.
V alianci s národními demokraty kandidovala Československá rolnická jednota i v parlamentních volbách v roce 1925.